# مدرسه هنرپیشگی (فیلم)
مدرسه نمایشی (انگلیسی: Dramatic School) فیلمی در ژانر درام و رمانتیک به کارگردانی رابرت بی. سینکلر است که در سال ۱۹۳۸ منتشر شد.

## بازیگران
- لوئیز راینر
- پائولت گدارد
- لانا ترنر
- هنری استیونسون
- گیل سوندرگارد
- ویرجینیا گری
- ان رادرفورد
- رند بروکس
- بلوسوم راک
- مارگارت دومانت
- فرانک پولیا
- اریک رودس
- جنویو توبین
- اونا مانسون
- رابرت پریش
- دوروثیا والبرت
- فلورنس لیک